# Catedral de Nuestra Señora de Lourdes (Canela)
La Iglesia de Nuestra Señora de Lourdes (en portugués: Igreja Matriz de Nossa Senhora de Lourdes) es una iglesia católica ubicada en la ciudad de Canela, en el estado de Rio Grande do Sul al sur de Brasil. La iglesia es erróneamente conocida como la Catedral de Piedra (en portugués: Catedral de Pedra), aunque la iglesia no es en realidad una catedral. Es considerada una gran atracción turística de la denominada Serra Gaúcha.
Su estilo característico es del gótico inglés. La iglesia tiene una torre con 65 metros de altura, y un carillón de 12 campanas de bronce de fundición Giacomo Crespi de Italia. En su interior hay tres paneles que constan de lienzos pintados por el artista gaucho Marciano Schmitz , que representan la "Aparición de la Virgen", la "Alegoría de los Ángeles ", y "La Anunciación". Las pinturas de la Via Sacra fueron hechas por Pablo Herrera, un escultor uruguayo y restaurador de Arte Sacro. Se utilizaron madera y arcilla, con el fondo lleno de pinturas con imágenes superpuestas en arcilla.

## Nota
1. ↑  Una catedral, en la Iglesia Católica, es una iglesia donde se encuentra la sede de una diócesis. La ciudad de Canela es parte de la Diócesis de Novo Hamburgo, cuya sede es la Catedral Basílica de San Luis Gonzaga.